# 袁勵準
袁勵準（1881年1月23日—1935年2月18日），字荷衢，號玨生，又號中舟， 江蘇常州府陽湖縣人，順天府宛平縣籍監生。晚清翰林。

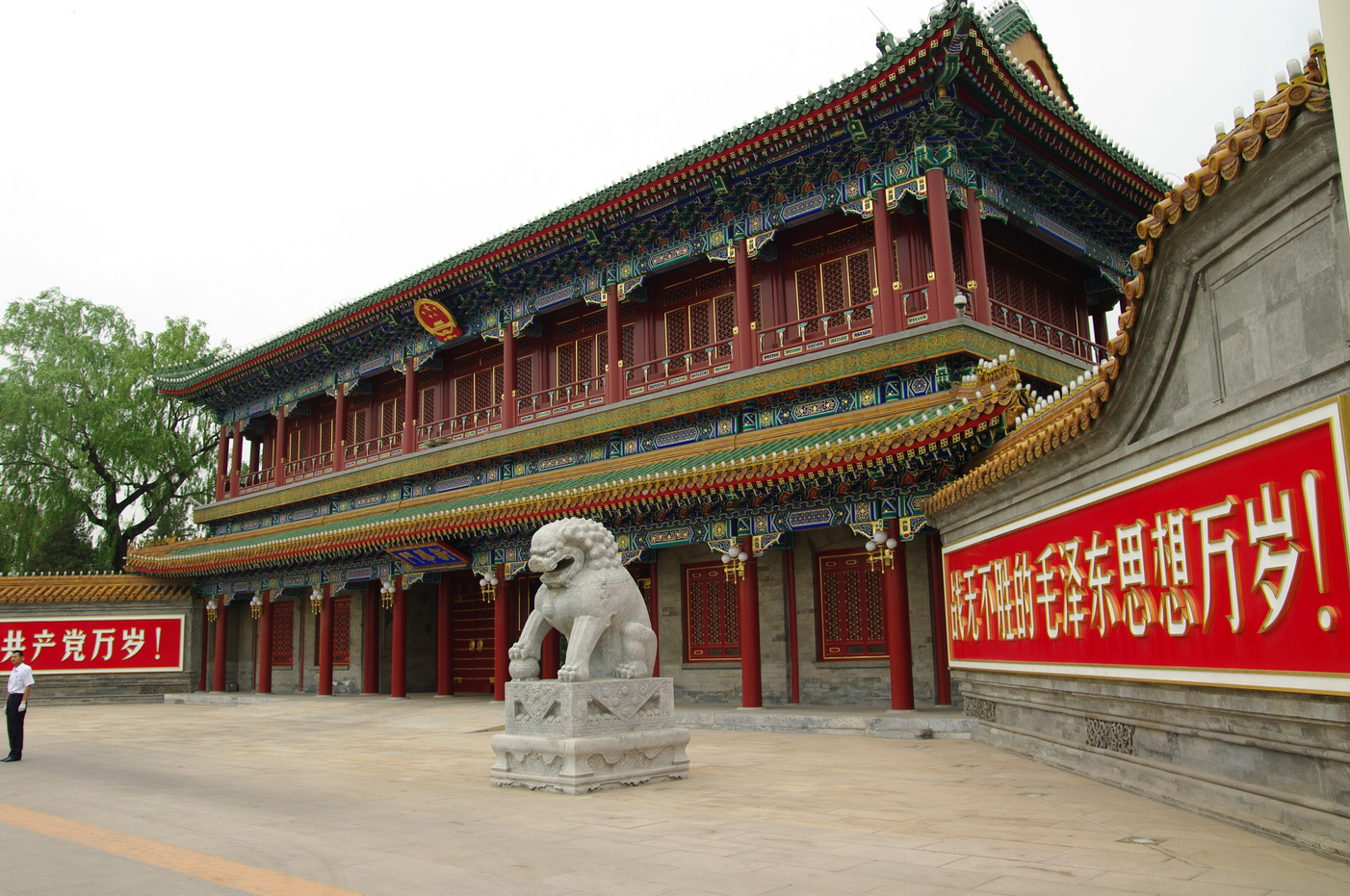
新華門

光緒二十年順天鄉試中式第122名舉人，光緒光緒二十四年（1898年）進士，同年五月，改翰林院庶吉士。光緒二十九年四月，散館，授翰林院編修。中選經濟特科。官至翰林院侍講，賞二品俸。民國年間，曾任清史馆编修、农工商部工业学堂监督、辅仁大学教授。工书画，好收藏。北京中南海新華門匾額為其書寫。